# Tâmboești
Tâmboești – wieś w Rumunii, w okręgu Vrancea, w gminie Tâmboești. W 2011 roku liczyła 1220
mieszkańców